# 3573 Гольмберґ
3573 Гольмберґ (3573 Holmberg) — астероїд головного поясу, відкритий 16 серпня 1982 року.
Тіссеранів параметр щодо Юпітера — 3,631.
Названа на честь Еріка Гольмберга